# Port lotniczy Makokou
Port lotniczy Makokou (ICAO: FOOK, IATA: MKU) – międzynarodowy port lotniczy położony w Makokou. Jest to piąty co do wielkości port lotniczy Gabonu.

## Linie lotnicze i połączenia
| Linia Lotnicza                | Kierunek      |
| ----------------------------- | ------------- |
| Nationale Regionale Transport | 1. Libreville |